# Bedřich Karel Josef ze Schönbornu
Bedřich Karel Josef hrabě ze Schönbornu (německy Friedrich Carl Joseph Graf von Schönborn, 2. srpna 1781, Mohuč – 24. března 1849, Praha) byl hrabě ze Schönbornu, německý šlechtic a majitel několika panství v Čechách.

## Život a činnost
Narodil se 2. srpna 1781 v Mohuči jako nejmladší syn hraběte Huga Damiána Ervína ze Schönbornu-Wiesentheidu (1738–1817) a jeho manželky hraběnky Marie Anny Terezie Johany Valpurgy Filipiny ze Stadionu (1746–1813), dcery hraběte Jana Huga Josefa Františka Filipa Karla Stadiona z Tannhausenu (1720–1785) a Marie Anny Schenkové ze Stauffenbergu (1728–1799). Měl bratry Františka Filipa Josefa (1768–1841) a Františka Ervína (1776–1840).
6. srpna 1806 došlo za napoleonských válek k zániku Svaté říše římské. 18. září téhož roku bavorská vojska obsadila Wiesentheid. Jeho otec Hugo Damián Ervín poté odešel na statky zakoupené v Čechách.
Bedřich Karel zastával čestné hodnosti c. k. komořího a tajného rady, zemřel 24. března 1849 v Praze.

## Rodina
Dne 12. května 1811 se Bedřich Karel ve Vídni oženil s Annou Marií z Kerpenu (13. listopadu 1784, Koblenz – 8. října 1862, Praha), dcerou Anselma Františka Jiřího z Kerpenu svobodného pána na Illingenu (1738–1808/1825) a jeho manželky Marie Antoinetty z Hornstein-Gofflingenu (1757–1828). Měli tři děti:
- 1. Ervín Damián Hugo (17. května 1812, Vídeň – 12. ledna 1881, Praha), hrabě ze Schönbornu,
  - ∞ (11. července 1839 Praha) hraběnka Kristýna z Brühlu (28. března 1817, Praha – 23. října 1892 tamtéž),[8] mezi jejich dětmi:
    - František de Paula ze Schönbornu (24. ledna 1844 – 25. června 1899), kardinál, pražský arcibiskup v letech 1885–1899
- 2. František (22. ledna 1818 – 21. srpna 1818)
- 3. Filip (23. prosince 1820 – 11. ledna 1830)

## Majetek
Po otci byl dědicem několika panství v Českém království, které byly začleněny do tzv. třetího schönbornského fideikomisu zřízeného v roce 1811. Na Plzeňsku to byly statky Dolní Lukavice, Malesice a Příchovice. K západočeským panstvím patřilo přes třicet vesnic a město Přeštice. V severních Čechách bylo schönbornským majetkem panství Dlažkovice se statkem Skalka. K západočeským statkům přikoupil v roce 1818 panství Lužany a později ještě Nekmíř (1845). Na svých statcích s rozlohou přibližně 8 000 hektarů půdy měl Bedřich Karel Schönborn k dispozici několik honosných barokních zámků, hlavním sídlem byl zámek Dolní Lukavice. V Praze rodině patřil Schönbornský palác na Malé Straně.